# Robert de Boron
Robert de Boron war ein französischer Dichter anglonormannischer Herkunft, der am Übergang vom 12. zum 13. Jahrhundert wirkte. Er stammte aus der Ortschaft Boron östlich von Montbéliard und genoss die Förderung des Kreuzfahrers Gautier de Montbéliard († 1212).

## Werk
Er ist der Dichter der Estoire dou Graal (Geschichte des Grals), eines Gralsromans in 3500 Versen, den er etwa zeitgleich mit Chrétiens de Troyes Gralsroman Perceval am Ende des 12. Jahrhunderts schuf. Roberts und Chrétiens Dichtungen gestalten die Legende vom Heiligen Gral erstmals in literarischer Form, jedoch inhaltlich und stoffgeschichtlich so völlig verschieden, dass ungeklärt ist, welcher der beiden Romane der Vorgänger des anderen gewesen ist.
In Roberts Dichtung kommt der Gralssucher Perceval nicht vor. Stattdessen wird eine stark christlich geprägte Vorgeschichte des Gralskönigstums erzählt, die an die apokryphe Legende von Joseph von Arimathäa anknüpft.
Der Gral ist bei Robert der Kelch, den Christus beim letzten Abendmahl benutzt hat. In diesem Kelch fängt Joseph von Arimathäa bei der Kreuzigung das Blut Christi auf. Später wird der Kelch Mittelpunkt eines Kultes zur Erinnerung an das Abendmahl. Nach Joseph behütet sein Schwager Bron, der „der Reiche Fischer“ (Le Riche Pescheeur, V. 3345) genannt wird, den Gral. Gott verkündet, dass Brons Enkel, der Sohn seines Sohnes Alain, der dritte Gralhüter werden soll. Bron, Alain und ihre Getreuen verlassen Palästina. Sie nehmen den Gral mit in den Westen und wollen in den „Tälern von Avaron“ (es vaus d'Avaron, 3123) die Ankunft von Brons Enkel erwarten.
Es ist fraglich, ob die fragmentarische Merlin-Dichtung (504 Verse über die Geburt Merlins), die in der einzigen Handschrift auf die Estoire dou Graal folgt, ebenfalls von Robert stammt.
Die ältere Forschung hat ihm die Autorschaft des Didot-Percevals zugeschrieben, so dass sie von einem „Kleinen Gralzyklus“, einer Trilogie „Joseph-Merlin-Perceval“ sprachen.

## Spätere Fassungen der Gralsgeschichte
Ein inhaltlicher Zusammenhang zwischen Chrétiens Conte du Graal und der Estoire dou Graal wurde erst nachträglich hergestellt. In den französischen Prosaromanen weniger Jahrzehnte später, im Perlesvaus, im Vulgata-Zyklus und im Prosa-Tristan wurden immer weitergehende Synthesen des Stoffes unternommen, die bis zum Spätmittelalter auch die gesamte Artussage umfassten,.
Beispielsweise findet sich in zwei Handschriften eine Roman-Trilogie Joseph-Merlin-Perceval, die sich als Werk Roberts de Boron ausgibt, aber in Wahrheit eine anonyme Zusammenstellung dreier Texte ist. In diesem Romanzyklus werden eine Prosafassung von Roberts Estoire und ein Prosa-Merlin der Erlösungsgeschichte von Perceval vorangestellt, der hier der prophezeite Enkel des Bron ist (sogenannter Didot-Perceval). Dieser Prosazyklus von etwa 1205 bis 1210 ist der älteste Text, in dem die Suche nach dem Gral mit dem Ende der arthurischen Welt (Mort Artu) in Verbindung gebracht wird.